# العلاقات الإماراتية البولندية
العلاقات الإماراتية البولندية هي العلاقات الثنائية التي تجمع بين الإمارات العربية المتحدة وبولندا.

## مقارنة بين البلدين
هذه مقارنة عامة ومرجعية للدولتين:
| وجه المقارنة                                              | الإمارات العربية المتحدة | بولندا                                                                             |
| --------------------------------------------------------- | ------------------------ | ---------------------------------------------------------------------------------- |
| المساحة (كم2)                                             | 83.60 ألف                | 312.68 ألف                                                                         |
| عدد السكان (نسمة)                                         | 9.40 مليون               | 38.43 مليون                                                                        |
| الكثافة السكانية (ن./كم²)                                 | 112.44                   | 122.91                                                                             |
| العاصمة                                                   | أبو ظبي                  | وارسو                                                                              |
| اللغة الرسمية                                             | اللغة العربية            | اللغة البولندية                                                                    |
| العملة                                                    | درهم إماراتي             | زلوتي بولندي                                                                       |
| الناتج المحلي الإجمالي (بليون دولار)                      | 382.58 مليار             | 524.51 مليار                                                                       |
| الناتج المحلي الإجمالي (تعادل القوة الشرائية) بليون دولار | 640.72 مليار             | 1.02 تريليون                                                                       |
| الناتج المحلي الإجمالي الاسمي للفرد دولار أمريكي          | 40.44 ألف                | 12.55 ألف                                                                          |
| الناتج المحلي الإجمالي للفرد دولار أمريكي                 | 67.67 ألف                | 26.14 ألف                                                                          |
| مؤشر التنمية البشرية                                      | 0.835                    | 0.843                                                                              |
| رمز المكالمات الدولي                                      | +971                     | +48                                                                                |
| رمز الإنترنت                                              | .ae، .امارات             | .pl                                                                                |
| المنطقة الزمنية                                           | ت ع م+04:00              | توقيت وسط أوروبا، ت ع م+01:00، ت ع م+02:00، أوروبا/وارسو ‏، توقيت وسط أوروبا الصيفي |

## منظمات دولية مشتركة
يشترك البلدان في عضوية مجموعة من المنظمات الدولية، منها:
| علم المنظمة | اسم المنظمة                        | تاريخ انضمام الإمارات العربية المتحدة | تاريخ انضمام بولندا |
| ----------- | ---------------------------------- | ------------------------------------- | ------------------- |
|             | مؤسسة التنمية الدولية              | 23 ديسمبر 1981                        | 28 أكتوبر 1960      |
|             | يونسكو                             | 20 أبريل 1972                         | 6 نوفمبر 1946       |
|             | وكالة ضمان الاستثمار متعدد الأطراف | 20 أكتوبر 1993                        | 29 يونيو 1990       |
|             | الأمم المتحدة                      | 9 ديسمبر 1971                         | 24 أكتوبر 1945      |
|             | الفريق المعني برصد الأرض           | ?                                     | ?                   |
|             | الاتحاد البريدي العالمي            | ?                                     | 1 مايو 1919         |
|             | البنك الدولي للإنشاء والتعمير      | 22 سبتمبر 1972                        | 27 يونيو 1986       |
|             | المنظمة الهيدروغرافية الدولية      | ?                                     | ?                   |
|             | الاتحاد الدولي للاتصالات           | 27 يونيو 1972                         | 1921                |
|             | منظمة حظر الأسلحة الكيميائية       | ?                                     | ?                   |
|             | مؤسسة التمويل الدولية              | 30 سبتمبر 1977                        | 29 ديسمبر 1987      |
|             | منظمة التجارة العالمية             | ?                                     | 1 يوليو 1995        |
|             | منظمة الشرطة الجنائية الدولية      | ?                                     | ?                   |

## وصلات خارجية
- موقع وزارة الخارجية الإماراتية
- موقع وزارة الخارجية البولندية